# Lorentz Segelcke
Lorentz Henrik Müller Segelcke,  född 14 november 1829 på Bogstad i Aker, död 25 oktober 1910 i Skedsmo, Akershus, var en norsk militär och järnvägsman.
Segelcke blev officer 1848 och var 1857–62 anställd vid järnvägsanläggningen Lillestrøm-Kongsvinger. Han var därefter lärare i bland annat befästningskonst vid Den militære høiskole och krigsskolan, statsstipendiat i utlandet och medlem av flera militära kommittéer. Under tiden 1 juli 1872–19 oktober 1877 var han krigsminister, först i Otto Richard Kierulfs, senare i Frederik Stangs ministär. År 1877 blev han trafikdirektör för statsbanorna och ordförande i Hovedbanens direktion. Efter järnvägsförvaltningens omorganisation var han 1883–1900 generaldirektör för Norges statsbaner (NSB). År 1869 blev han ledamot av Krigsvetenskapsakademien.